# Xã East Cooper, Quận Stafford, Kansas
Xã East Cooper (tiếng Anh: East Cooper Township) là một xã thuộc quận Stafford, tiểu bang Kansas, Hoa Kỳ. Năm 2010, dân số của xã này là 49 người.